# Blaise (Marne)
Die Blaise [blɛz] ist ein Fluss in Frankreich, in der Region Grand Est. Ihre Quelle befindet sich im Ortsgebiet von Gillancourt. Sie entwässert generell Richtung Nordwest und durchquert auf ihrem Weg die Départments Haute-Marne und Marne. Nach rund 86 Kilometern mündet sie an der Gemeindegrenze von Arrigny und Isle-sur-Marne als linker Nebenfluss in die Marne.
Das Wasser der Blaise wird – neben dem der Marne – zur Wasserversorgung des 1974 errichteten Speichersees Lac du Der-Chantecoq herangezogen. Der ursprüngliche Mündungsabschnitt der Blaise wurde bei dieser Gelegenheit begradigt und in den Ablaufkanal des Sees integriert.

## Orte am Fluss
- Gillancourt
- Doulevant-le-Château
- Dommartin-le-Saint-Père
- Vaux-sur-Blaise
- Brousseval
- Wassy
- Louvemont
- Éclaron-Braucourt-Sainte-Livière
- Arrigny